# Molophilus telerhabdus
Molophilus telerhabdus är en tvåvingeart som beskrevs av Alexander 1946. Molophilus telerhabdus ingår i släktet Molophilus och familjen småharkrankar. Inga underarter finns listade i Catalogue of Life.